# Кістянки
Кістянки (Lithobiomorpha) — ряд багатоніжок класу Губоногі (Chilopoda). В Україні поширена кістянка звичайна (Lithobius forficatus). Зустрічається вона і в населених пунктах, у щілинах кам'яних будівель. Тіло рудувато-коричневе довжиною 2-3,5 см.
Відомо 2 родини, близько 60 родів і понад 1000 видів.

## Опис
Кістянки за зовнішнім виглядом дещо нагадують сколопендр, але мають довші ноги, яких у представників цього ряду 15 пар. Більшість кістянок — мешканці лісової підстилки або залишків лучкових або степових трав'янистих рослин, що накопичуються на поверхні ґрунту. Глибоко в ґрунт кістянки не закопуються, їх тіло сплющене в спинно-черевному напрямку, як і у всіх членистоногих, ховаються під лежачі на поверхні ґрунту укриття (злежале листя, колоди, камені тощо). Більшість кістянок має рудувате або коричневе забарвлення верхньої поверхні тіла. З боків голови у них розташовані очі, кожне з яких представляє скупчення кількох десятків (зазвичай близько 40) простих опуклих очок. Вусики у кістянок довгі, многочленикові.

## Спосіб життя
Кістянки швидко бігають, і, якщо їх вдень витягти на поверхню, вони прагнуть скоріше забратися в яку-небудь щілину. Ночами кістянки у пошуках здобичі виходять на поверхню ґрунту. Їжею їм служать різні дрібні комахи. Кістянки живляться не тільки виходячи на поверхню ґрунту, але і сидячи у своїх укриттях, підстерігаючи комах, дрібних павуків тощо, яких, як і їх самих, приваблює волога тих щілин і порожнин, у яких сидять ці багатоніжки. Наприклад, під каменями, під якими сидять удень кістянки, можна побачити багато залишків тих комах, які стали жертвами хижака. Так як кістянки бувають активні і здатні до руху при більш низьких температурах, ніж комахи, роль їх у винищуванні дрібних шкідливих комах буває досить велика. Після перезимівлі, наприклад, кістянки справляються з такими комахами, з якими їм би не впоратися в теплу пору року (гусениці листовійок та ін.) Свою здобич кістянки, як і інші губоногі, вбивають отрутою залозок, що знаходяться у ногощелепах. Але кігтики їх ногощелеп настільки слабкі, що не можуть проколоти шкіру людини і тому для нас кістянки безпечні.

## Розмноження
У період розмноження самці кістянок поплескують самиць своїми вусиками, закликаючи слідувати за собою. Під каменем або колодою самець кістянки плете павутину сітку, на яку відкладає сперматофор. Потім він обертається до самиці, торкається її вусиків своїми і задкує, обмацуючи дорогу подовженими ногами, а ступаюча за ним самиця підхоплює сперматофор ніжками, розташованими поруч із статевим отвором. Яйця в кістянок відкладаються цілими грудочками, самка згортається навколо них, охороняючи від ворогів і очищаючи від забруднення. Крім того, на черевній стороні самки виділяється слиз, що оберігає яйця від втрати води. Маленьких кістянок, що виходять з яєць самка перший час теж оберігає. Кістянки виходять з яєць з меншим числом пар ніг, ніж у дорослих (всього 7 пар), і тільки в міру зростання і линьок число пар ніг у них поступово збільшується.

## Класифікація
Різні види і навіть роди кістянок розрізняти буває досить важко навіть фахівцям. У печерах Сербії живуть бліді сліпі печерні кістянки, у яких немає очей, але зате дуже сильно розвинені довгі многочленикові вусики.
В ряді виділяють 2 родини:
- Henicopidae
- Lithobiidae